# Lijst van rayons van de Elfstedentocht
Deze lijst van Rayons van de Elfstedentocht bevat alle Rayons en de rayonhoofden plus hun assistent(en).
De lijst is ingedeeld volgens de route van de Elfstedentocht.
| Rayon        | Rayonhoofd        | Assistent(en)                               |
| ------------ | ----------------- | ------------------------------------------- |
| Zwette       | R. Haagsma        | K. Abma                                     |
| Dille        | E. Jansma         | P. Siksma                                   |
| Sneek        | Vincent Nota      | Anton Terpstra, Teun van der Schoot         |
| IJlst        | J.J. Stienstra    | L. Planting                                 |
| Woudsend     | R. Nagelhout      | P. van 't Blik                              |
| Sloten       | D. Schotanus      | D. Kraak                                    |
| Balk         | R.G. Woudstra     | P. Siemonsma                                |
| Galamadammen | D. Flapper        | J. de Boer                                  |
| Stavoren     | Pieter Visser     | mevr. M. Bouma                              |
| Hindeloopen  | J. Zweed          | D. van Tuinen                               |
| Workum       | T. Wouda          | A.H. Gietema                                |
| Bolsward     | S. la Roi         | W. Minnema                                  |
| Witmarsum    | Bram de Vries     | H. van der Wetering                         |
| Harlingen    | J. Bergsma        | S. Krol                                     |
| Franeker     | Y.T. Koopmans     | P. Westra en F. Westra                      |
| Wier         | J. Runia          |                                             |
| Vrouwbuurt   | P.J. Faber        | A. de Jong                                  |
| Oude Leije   | H. Siegersma      | mevr. J. Broersma                           |
| Bartlehiem   | H. van Althuis    | F. Kloosterman                              |
| Birdaard     | J.K. Tigchelaar   | D.H. Brouwer                                |
| Dokkum       | G.J.M. Tigchelaar | K. Jellema                                  |
| Leeuwarden   | F. de Boer        | N. Kelderhuis (start) Sj. Veenstra (finish) |

vóór 1909 
· 1e (2 januari 1909)
· 2e (7 februari 1912)
· 3e (27 januari 1917)
· 4e (12 februari 1929)
· 5e (16 december 1933)
· 6e (30 januari 1940)
· 7e (6 februari 1941)
· 8e (22 januari 1942)
· 9e (8 februari 1947)
· 10e (3 februari 1954)
· 11e (14 februari 1956)
· 12e (18 januari 1963)
· 13e (21 februari 1985)
· 14e (26 februari 1986)
· 15e (4 januari 1997)